# Плант, Валери
Валери́ Плант (фр. Valérie Plante; род. 14 июня 1974 года) — канадский политик, лидер партии «Проект Монреаль» (с 2016). мэр Монреаля (с 2017 года). Первая в истории Монреаля женщина-мэр.

## Ранние годы жизни и образование
Валери Плант родилась 14 июня 1974 года в городе Руэн-Норанда, провинция Квебек. В подростковом возрасте прожила год в городе Норт Бей, провинция Онтарио, где овладела английским языком.
В 1994 году Плант переехала в Монреаль. Окончила Монреальский университет, получив две степени — по антропологии (1997) и музееведению (2001). Затем работала в ряде некоммерческих организаций, в частности, была директором по связям с общественностью фонда Girls Action Foundation.
В 1990-х годах некоторое время работала гидом во Франции, рассказывая туристам о битве при Вими.

## Политическая карьера

### Член городского совета
В 2013 году Плант была избрана депутатом городского совета Монреаля от района Сент-Мари (округ Вилль-Мари), одержав победу над Луизой Харель — известным политиком из Квебекской партии, бывшим лидером партии и бывшим председателем Национального собрания Квебека. После выборов стала официальным критиком оппозиции по вопросам центра города, туризма, а также по женским вопросам, также была избрана вице-председателем городского совета и заместителем мэра округа Вилле-Мари.
Осенью 2016 года Плант объявила о своем участии в борьбе за место лидера городской политической партии «Проект Монреаль». На выборах лидера, которые прошли в декабре 2016 года, она одержала победу, набрав 51,9 % голосов и опередив Гийома Лавуа.

### Борьба за пост мэра
На муниципальных выборах, состоявшихся 5 ноября 2017 года, Валери Плант была избрана мэром Монреаля. На выборах она одержала победу над действующим мэром Дени Кодером, набрав 51 % голосов по сравнению с 46 % у своего соперника. Кроме того, возглавляемая Плант партия «Проект Монреаль» получило большинство мест в городском совете. Победа Плант стала неожиданностью для большинства наблюдателей, так как её соперник, Дени Кодерр был значительно более известен и имел гораздо больший опыт в политике. Среди основных причин, побудивших избирателей проголосовать за Плант, канал CBC News отметил её обещания улучшить работу общественного транспорта (в том числе с помощью строительства новой линии метро), а также сделать город более привлекательным для семейного отдыха.
Валери Плант стала первой в истории Монреаля женщиной, избранной мэром города. В прошлом только две женщины непродолжительное время занимали пост главы Монреаля. Одной из них была заместитель мэра Джейн Коуэлл-Пуатра, которая дважды исполняла обязанности мэра после отставки градоначальника и до избрания нового — в 2012 и 2013 годах. Вторая — феминистка, журналистка и политик Лиз Пейетт, назначенная церемониальным мэром города в 1976 году, в рамках празднования Международного года женщин.

### На посту мэра
Став мэром, Плант начала реализацию одного из ключевых обещаний своей предвыборной кампании — строительства новой линии Монреальского метрополитена, которая должна связать центр города с районами Монреаль-Нор и Лашин. Линия получила название Розовой, её строительство планируется завершить к 2025 году.

## Личная жизнь
Валери Плант замужем за Пьером-Антуаном Харви, экономистом одной из крупнейших профорганизаций провинции — Центра профсоюзов Квебека. В их семье двое детей.